# كريستيان كاستيلو (سياسي)
كريستيان كاستيلو (بالإسبانية: Christian Castillo)‏ هو عالم اجتماع وسياسي أرجنتيني، ولد في 28 مارس 1967 في بوينس آيرس في الأرجنتين. حزبياً، نشط في Socialist Workers' Party (Argentina) ‏.